# Edward George Clarke
Edward George Clarke, född 15 februari 1841, död 26 april 1931, var en brittisk jurist och politiker.
Clarke blev advokat 1864 och vann som försvarsadvokat i ryktbara processer stort anseende. 1880 invaldes han i underhuset på ett konservativt program. 1886-1900 var han solicitor general i den konservativa ministären men avböjde en erbjuden post i lord Salisburys 1895 bildade kabinett. Som motståndare till den konservativa politiken i Sydafrika, avgick Clarke ur parlamentet 1899. 1906 återvaldes han men avgick samma år på grund av vacklande hälsa. 1918 utgav Clarke The Story of My Life.